# Zangskari
Zangskari (auch Zanskari oder Zaskari) ist eine gefährdete sinotibetische Sprache, die hauptsächlich in der Region Zanskar im indischen Unionsterritorium Ladakh gesprochen wird. Auch einige Buddhisten in den Gebieten Lahaul und Himachal Pradesh sprechen Zanskari, dazu kommet eine Minderheit in Pakistan (Gilgit-Baltistan). Die tibetische Schrift wird verwendet.

## Dialektgruppen
Zangskari ist in vier Dialektgruppen unterteilt:
- Oot (Stod) oder Ober-Zanskari wird die entlang der Doda gesprochen werden.
- Zhung (Gžun) oder Zentral-Zanskari, die hauptsächlich im Fadum-Tal gesprochen werden.
- Sham (Gšam) oder Nieder-Zanskari wird in den unteren Teilen des Flusses Zanskar gesprochen.
- Lungnak (Luŋnag) wird entlang der oberen Teilen der Zanskar gesprochen.